# 泰国飞行服务209号班机空难

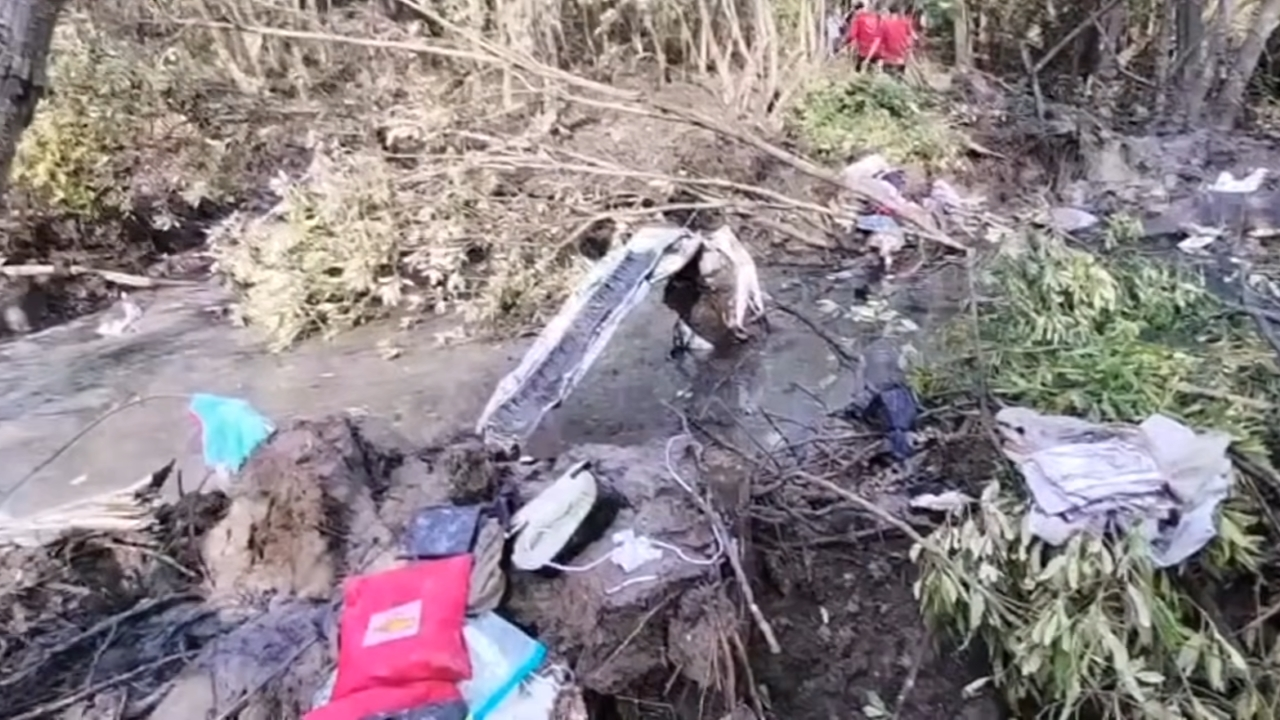
邦巴功(Bang Pakong)森林中的失事飞机残骸

泰国飞行服务航空209班机，是一趟由曼谷素万那普机场飞往达叻府高迈寺机场的航班。当地时间2024年8月22日，一架塞斯纳-208型客机在执飞该航班时，于下午3时失联，随后确认坠毁于差春騷府（北柳府）邦巴功县，机上9人全部遇难。

## 背景

### 飞机
涉事飞机是一架塞斯纳-208型，注册編号为HS-SKR，序列号为208B1241。该飞机由赛斯纳飞机公司于2007年制造。

### 乘客和机组人员
根据当地媒体报道，飞机上共有9人，2名隶属于索尼娃奇芮度假村的泰国籍空乘，2名泰国籍正副机长，5名从香港入境泰国的中国籍乘客，其中有两名儿童。
| 国籍 | 乘客 | 机组 | 合计 |
| ---- | ---- | ---- | ---- |
| 中国 | 5    | 0    | 5    |
| 泰國 | 0    | 4    | 4    |
| 總計 | 5    | 4    | 9    |

## 搜寻
300多名军事人员和志愿者参与了飞机的搜寻工作，但大雨阻碍了搜寻工作。现场的积水和淤泥深10米，宽8米，已用水泵和铲车抽干并清除。邦巴功县下辖区行政组织主席披实·巴塞特里表示，对飞机残骸和机上9人的搜索已于8月23日下午3点30分结束。